# NGC 2342

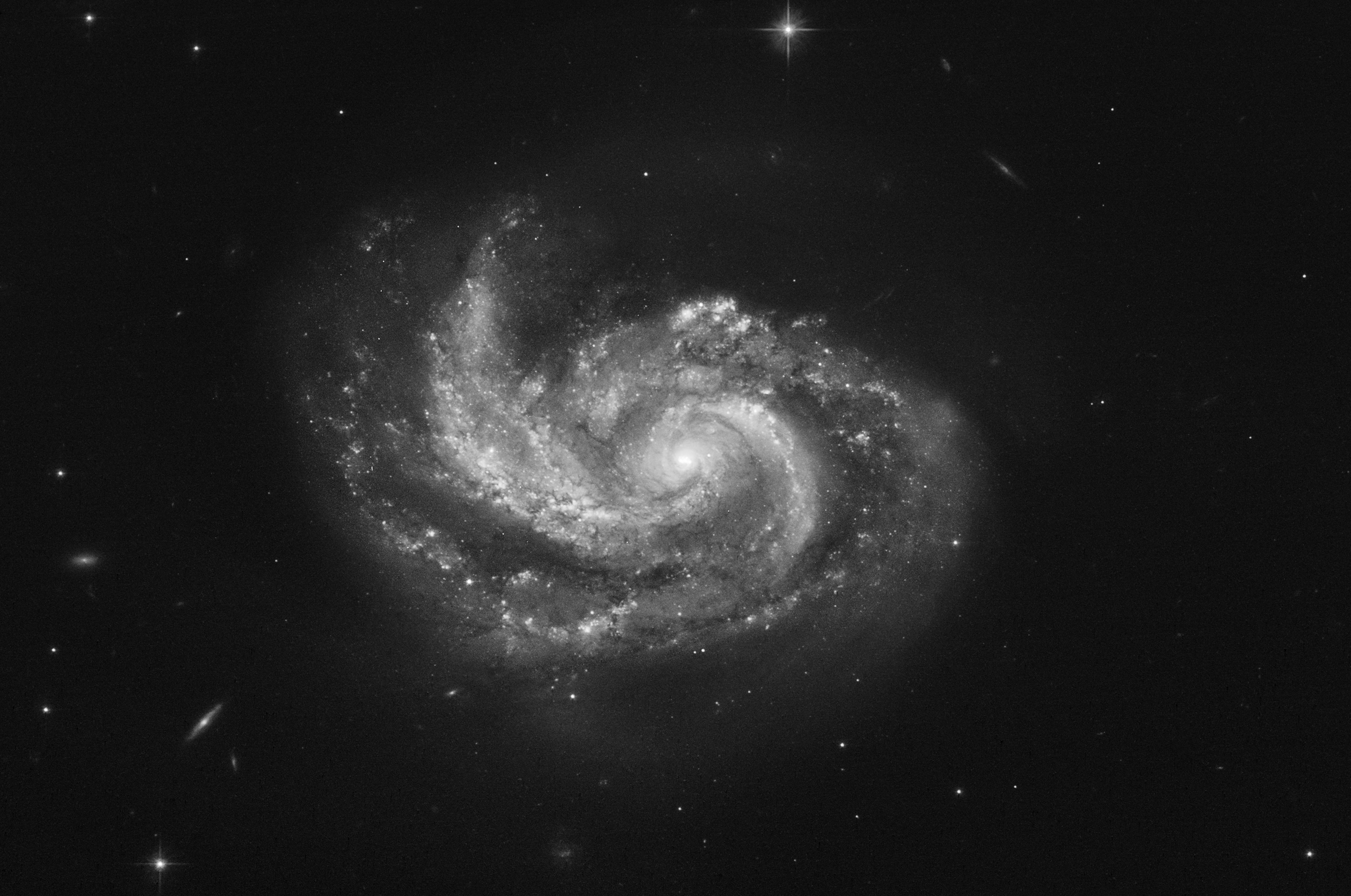
par Solomon Hendrix.

NGC 2342 est une galaxie spirale située dans la constellation des Gémeaux. NGC 2342  a été découverte par l'astronome allemand Albert Marth en 1864. 

## Caractéristiques
NGC 2342 présente une large raie HI et elle renferme des régions d'hydrogène ionisé. C'est aussi une galaxie lumineuse dans l'infrarouge (LIRG).

### Distance
Sa vitesse par rapport au fond diffus cosmologique est de 5 445 ± 11 km/s, ce qui correspond à une distance de Hubble de 80,3 ± 5,6 Mpc (∼262 millions d'al).

### Luminosité dans l'infrarouge
La luminosité de la galaxie NGC 2342 dans l'infrarouge lointain (de 40 à 400 µm)  est égale à 1,51 × 1011 {\displaystyle L_{\odot }} (1011,18{\displaystyle L_{\odot }}) et sa luminosité totale dans l'infrarouge (de 8 à 1 000 µm) est de 1,78 × 1011 {\displaystyle L_{\odot }} (1011,25{\displaystyle L_{\odot }}).

## Paire de galaxies en interaction
Les galaxies NGC 2342 et NGC 2341 sont à peu près à la même distance de nous et elles forment une paire de galaxies interaction gravitationnelle.